# 웨스턴 신학교 (1866년)

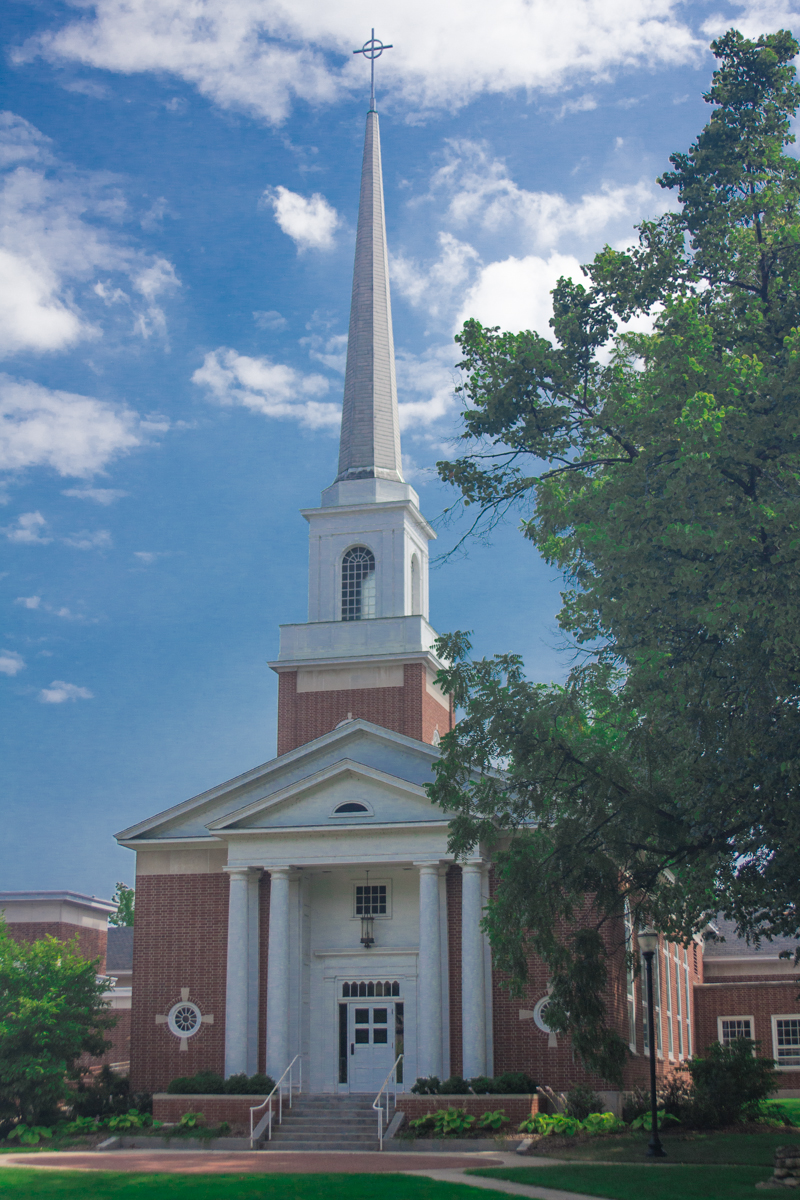

웨스턴 신학교 (Western Theological Seminary 또는 WTS)는 미시간주 홀랜드에 위치한 미국 개혁교회(RCA)의  교단 신학교이다. 1866년에 설립되었으며 장 칼뱅의 신학 전통에서  개혁주의 개신교 교단(Reformed Church in America)가 운영하는 학교 중 하나이다.
1866년에 호프 칼리지 졸업한 7명의 학생은 졸업 후 전임 기독교 사역에 부름을 받았다고 느꼈다. 그들은 웨스트 미시간에서 신학 훈련을 받기를 원 하여 개혁교회 총회에 신학교에서 신학 훈련을 허락해 달라고 청원했다.  그 결과 학교가 설립되었다. 신학교는  미국 및 캐나다 신학교 연합 (ATS)의 인가를 받았다. 학교는 M.Div., Th.M., D.Min.학위를 제공한다.

## 교수진
- J. Todd Billings, Gordon H. Girod Research Professor of Reformed Theology
- Timothy L. Brown, 'Henry Bast –  Professor of Preaching' and President Emeritus
- Benjamin T. Conner, Professor of Practical Theology and Director of the Graduate Certificate in Disability and Ministry
- Chuck DeGroat, Professor of Pastoral Care and Christian Spirituality
- Kristen Deede Johnson[깨진 링크(과거 내용 찾기)], Vice President of Academic Affairs and Dean of the Faculty
- Han-luen Kantzer Komline 보관됨 2021-12-05 - 웨이백 머신, Assistant Professor of Church History and Theology
- Alvin Padilla, Vice President of Strategic Initiatives, Director of Advanced Degrees, and Professor of New Testament

## 유명동문
- James I. Cook, 웨스턴 신학교의 교수
- Our Daily Bread Ministries의 창립자 마틴 드 한
- 노먼 칸스필드 드류 대학교 선임 학자
- 우간다 대주교 스티븐 카지임바
- 헨리 콜린 민턴, 학자, 장관
- 리차드 마우, 풀러 신학교 총장
- 로버트 슐러, 저자, 목사
- 유진 서튼, 미국 성공회 메릴랜드의 주교
- 로버트 E. 반 부어스트, 웨스턴 신학교의 교수